# Farkas József (egyháztörténész)
Farkas József (Gárdony, 1833. március 23. – Budapest, 1908. november 27.) református lelkész, egyháztörténész, 46 éven át a Budapesti Református Teológiai Akadémia tanára.

## Életútja
Apja Farkas Dániel lelkész volt. Elemi iskoláit Zámolyon végezte, ahova apja 1839 elején lelkészül ment. A középiskolai osztályokat a pesti kegyesrendieknél és a kecskeméti iskolákban elvégezvén, 1849 őszén ugyanott a főiskolában a bölcselet hallgatására beiratkozott és iskolai pályáját 1855-ben végezte, mikor is mint főiskolai senior az exegeticumokban helyettes tanárul alkalmaztatott. 1856-ban második papi vizsgát tett és felszenteltetett; azután külföldi útjára indult és meglátogatta a bécsi, hallei és zürichi egyetemeket; hazajövetele után pedig 1857-ben a még akkor fennállott kecskeméti teológiai intézetnél az egyháztörténet és ószövetségi biblia-magyarázat rendes tanára lett. Itt működött 1860. január közepéig, amikor a patentalis zavarok közben a szuperintendensi hivatal teendőivel ideiglenesen megbízott agg Maller Ferenc vértesaljai esperes mellé Csákvárra titkárul rendeltetett. A vihar elmúlta után (1860) a pesti teologiai intézethez került, előbb helyettes és 1862-ben rendes tanárnak választatott az egyháztörténelmi szakra. 1863-tól a dunamelléki református egyházkerület aljegyzője, 1893-tól tanácsbírája. 1870 és 1893 között a budapesti református egyház jegyzője és egyháztanácsnoka volt.
Egyháziradalomtörténeti cikkei a Protestáns Egyházi és Iskolai Lapban jelentek meg (1861. 1865., mely lapnak 1873-tól 1878-ig és 1883-1886-ig főmunkatársa volt).

## Munkái

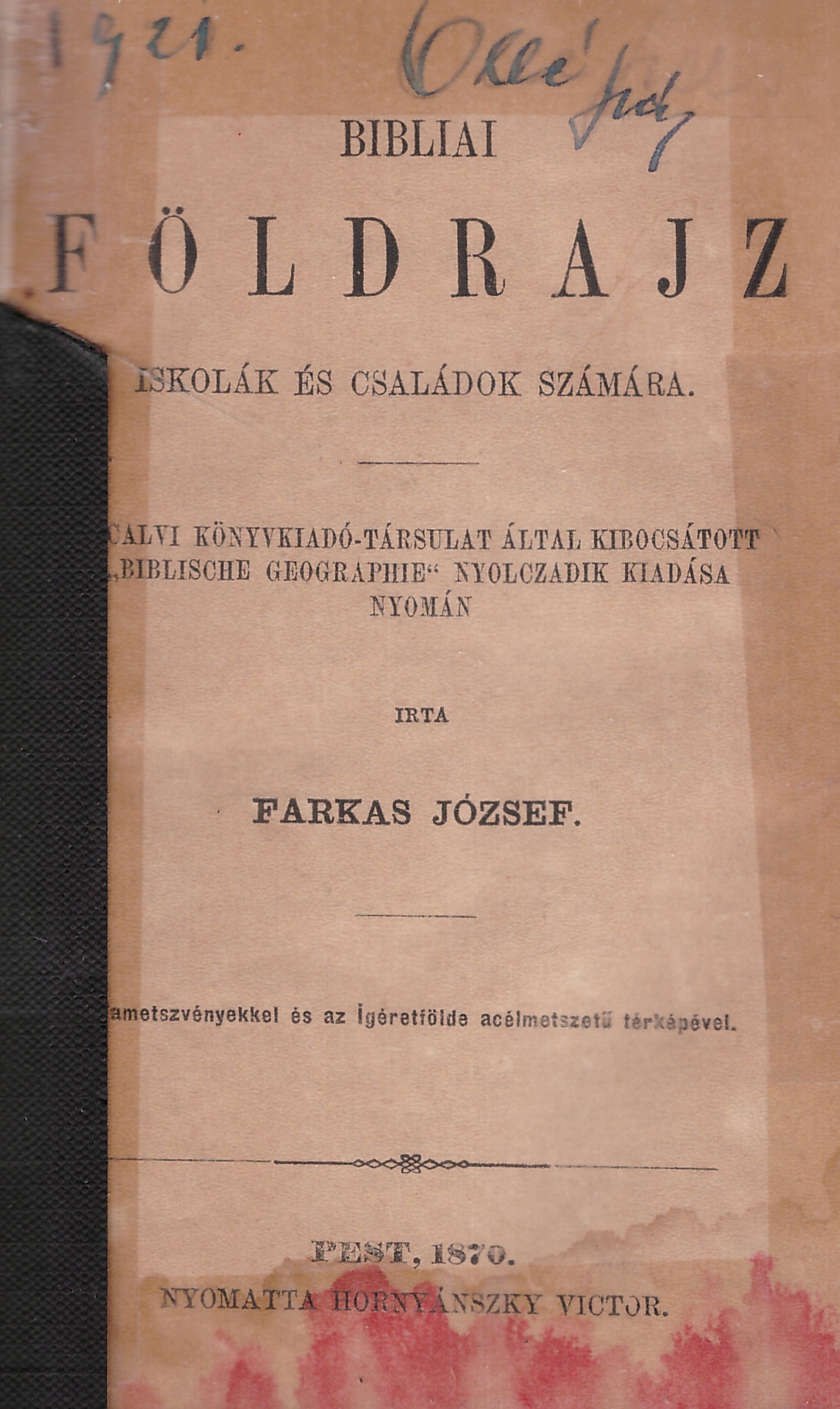
Bibliai földrajz iskolák és családok számára (1870)

- Egyháztörténelem. Hase K. nyomán, Pest, 1865–1867. Két kötet.
- Elbeszélések a magyar prot. egyház hitbajnokainak és vértanúinak életéből. Dr. Fliedner Th. nyomán. Pest. 1869. Ism. Prot. Egyh. és Isk. Lap. 1870.
- Bibliai földrajz iskolák és családok számára. Pest, 1870. (A calvi társulat által kibocsátott Biblische Geographie fordítása. Ismertette a Protestáns Egyháhiz és Iskolai Lap.)
- Kálvin élete. Pest, 1871. (Thesemann után dolgozva.)
- Bibliai régiségek. Kézikönyv a szentirás megértéséhez. Képekkel és a szent föld térképeivel. Pest, 1872.
- A magyarországi protestáns egyház történelme, a gymnasium VIII. oszt. számára. Pest, 1881.
- A dunamelléki ref. egyházkerület Névtára 1883-ra. Pest. (Ism. Prot. Egyh. és Isk. Lap.)
- A dunamelléki ev. ref. egyházkerület 1884-ben Budapesten tartott gyüléseinek Jegyzőkönyve. Pest, 1884.
- A pesti református egyház 101 éves története. Kecskemét, 1898.

Szerkesztette a protestáns egylet néplapját, a Keresztyén Családot 1872. január 1-től 1873. december 27-ig, mikor a lap megszünt, és a Protestáns Árvaházi Naptárt 1874-91-re.